# Valentin Jensen
Valentin Jensen (* 30. Mai 2005) ist ein dänischer Leichtathlet, der sich auf den Sprint spezialisiert hat.

## Sportliche Laufbahn
Erste internationale Erfahrungen sammelte Valentin Jensen im Jahr 2022, als er bei den U18-Europameisterschaften in Jerusalem mit 10,79 s im Halbfinale im 100-Meter-Lauf ausschied und der dänischen Sprintstaffel (1000 Meter) zum Finaleinzug verhalf. Im Jahr darauf belegte er bei den U20-Europameisterschaften ebendort in 10,45 s den fünften Platz über 100 Meter und gelangte mit der 4-mal-100-Meter-Staffel mit 52,82 s auf Rang sechs. 2024 schied er bei den U20-Weltmeisterschaften in Lima mit 10,62 s im Halbfinale über 100 Meter aus und verpasste mit der 4-mal-100-Meter-Staffel mit 40,31 s den Finaleinzug. Bei den World Athletics Relays 2025 in Guangzhou verpasste er mit der 4-mal-100-Meter-Staffel eine Direktqualifikation für die Weltmeisterschaften in Tokio.
2023 wurde Jensen dänischer Hallenmeister in der 4-mal-200-Meter-Staffel und 2025 wurde er Hallenmeister im 60-Meter-Lauf.

## Persönliche Bestzeiten
- 100 Meter: 10,33 s (+0,9 m/s), 28. Juni 2023 in Oslo (dänischer U20-Rekord)
  - 60 Meter (Halle): 6,67 s, 21. Februar 2025 in Odense